# Mosteiro de Stella Maris
O Mosteiro de Stella Maris ou o Mosteiro de Nossa Senhora do Monte Carmelo é um mosteiro de monges da Ordem dos Carmelitas Descalços do século XIX localizado nas encostas do monte Carmelo em Haifa, Israel. Outro mosteiro carmelita homônimo de freiras também situado no monte Carmelo, mas mais acima.

## História
No século XII, durante o governo dos cruzados na região, grupos de eremitas religiosos começaram a habitar as cavernas dessa área, imitando o profeta Elias. No início do século XIII, seu líder e prior (referido na regra apenas como 'Irmão B', embora às vezes alegasse, apesar da ausência de evidências de apoio, ser São Brocardo ou São Bertoldo) perguntou ao patriarca de Jerusalém, Santo Alberto, para fornecer ao grupo uma regra de vida escrita.
Este foi o ato originário da Ordem, que tomou o nome de 'Ordem dos Irmãos de Nossa Senhora do Carmelo' ou Carmelitas. O oratório foi dedicado à Virgem Maria em seu aspecto de Nossa Senhora, Estrela do Mar, (em latim: Stella Maris). Em poucas décadas, esses eremitas monásticos deixaram a conturbada Terra Santa e a Ordem Carmelita se espalhou pela Europa, onde, a partir de 1238, a Ordem começou a fundar casas.
No final da primeira cruzada de São Luís para a Terra Santa em 1254, ele levou seis carmelitas de volta para a França com ele. Quando a capital do Reino dos Cruzados de Jerusalém, São João de Acre, caiu em 1291 para os mamelucos, os carmelitas foram forçados a se retirar da Terra Santa
Em 1631, o ramo descalço da ordem voltou à Terra Santa, liderado pelo Venerável Padre Próspero. Ele mandou construir um pequeno mosteiro no promontório do Monte Carmelo, perto do farol, e os frades viveram lá até 1761, quando Zahir al-Umar, o então governante efetivamente independente da Galiléia, ordenou que desocupassem o local e demolissem o mosteiro. A Ordem então mudou-se para o local atual, que é diretamente acima da gruta onde o profeta Elias teria vivido. Aqui eles construíram uma grande igreja e um mosteiro, primeiro limpando o local das ruínas de uma igreja grega medieval, conhecida como "Abadia de Santa Margarida" e uma capela, que se acredita remontar à época do Império Bizantino.
Em 1821, Abdullah Pasha, de Acre, ordenou que a igreja em ruínas fosse totalmente destruída, para que não pudesse servir de forte para seus inimigos, enquanto ele atacava Jerusalém. A alvenaria foi usada para construir um palácio de verão de Abdullah Pasha e um farol, que foram vendidos de volta para a ordem carmelita em 1846.
A atual igreja e mosteiro, construídos sob as ordens do Irmão Cassini da Ordem, foram inaugurados em 1836. Três anos depois, o Papa Gregório XVI conferiu o título de Basílica Menor ao santuário, que agora é conhecida como "Stella Maris", que significa Estrela do Mar. Durante grande parte do século XX, foi ocupado pelos militares, primeiro os britânicos e depois os israelenses, mas no final do seu arrendamento foi devolvido à Ordem.

## Descrição

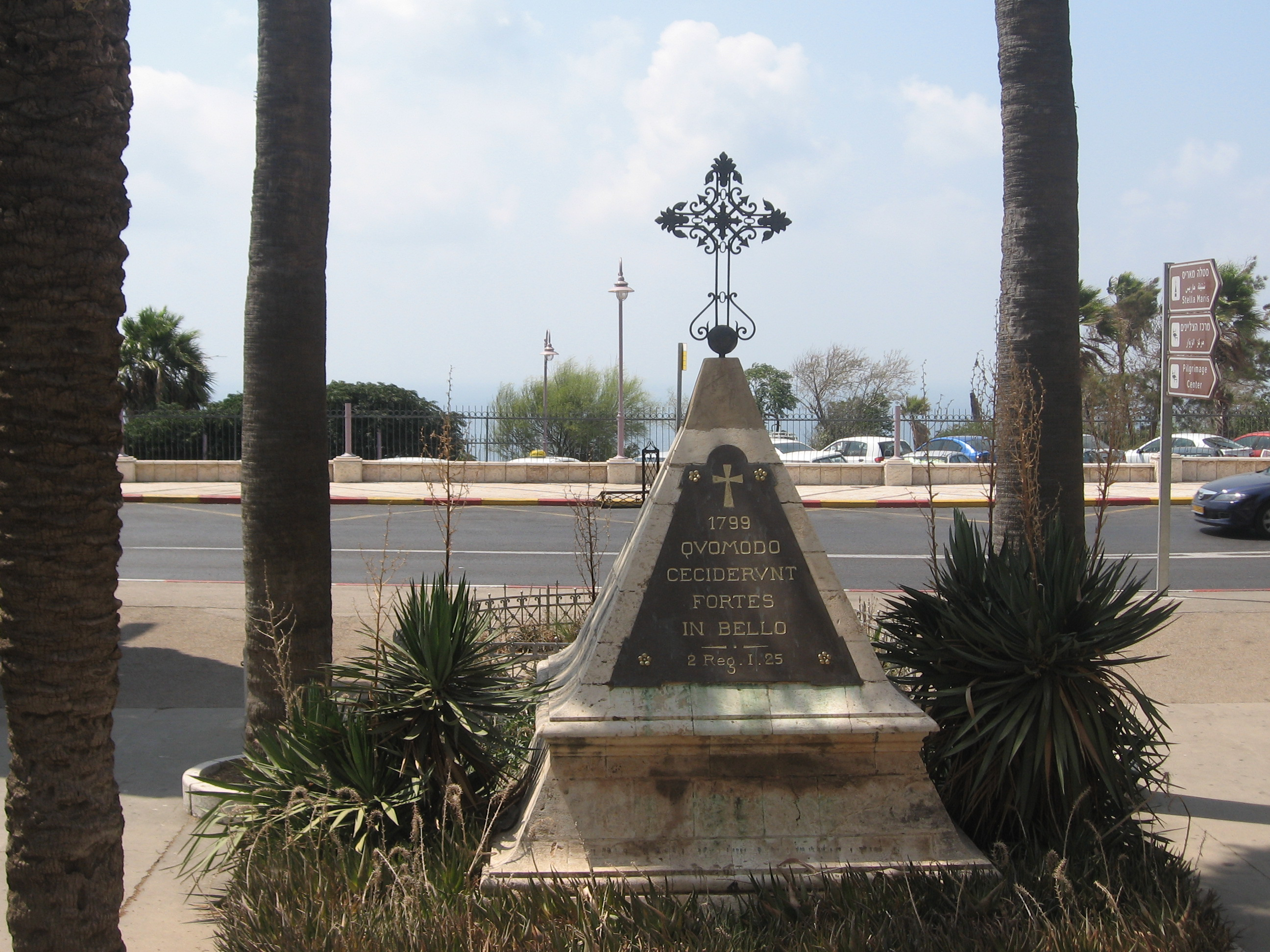
Monumento aos soldados de Napoleão

o mosteiro serve como um centro de espiritualidade carmelita em todo o mundo. O símbolo da Ordem está montado logo acima da porta de entrada. Durante a construção da igreja, os frades foram agredidos por seus vizinhos e tiveram que defender suas propriedades e os convidados da igreja. Como resultado, o andar térreo do mosteiro é construído com paredes grossas com poucas e pequenas aberturas cobertas por grades.

### Igreja principal
A igreja principal do mosteiro tem o formato de uma cruz. Sua cúpula é decorada com pinturas coloridas baseadas em motivos do Antigo e do Novo Testamento: Elias subindo ao céu, Davi amarrando sua harpa, o profeta Isaías, a Sagrada Família e os Quatro Evangelistas. Inscrições em latim de versos bíblicos são escritas ao redor da cúpula.
O altar fica em uma plataforma elevada situada acima de uma pequena caverna associada a Elias. A caverna pode ser alcançada a partir da nave descendo alguns degraus e abriga um altar de pedra com uma pequena estátua do Profeta Elias. O altar acima da caverna é dominado por uma estátua da Virgem Maria carregando Jesus no colo, conhecida como "Nossa Senhora do Monte Carmelo".
Novos relevos dedicados às figuras carmelitas são içados nos quatro cantos do salão central. Na parede oeste da igreja há um grande órgão que é tocado durante cerimônias religiosas e em concertos especiais de música sacra.

## Galeria

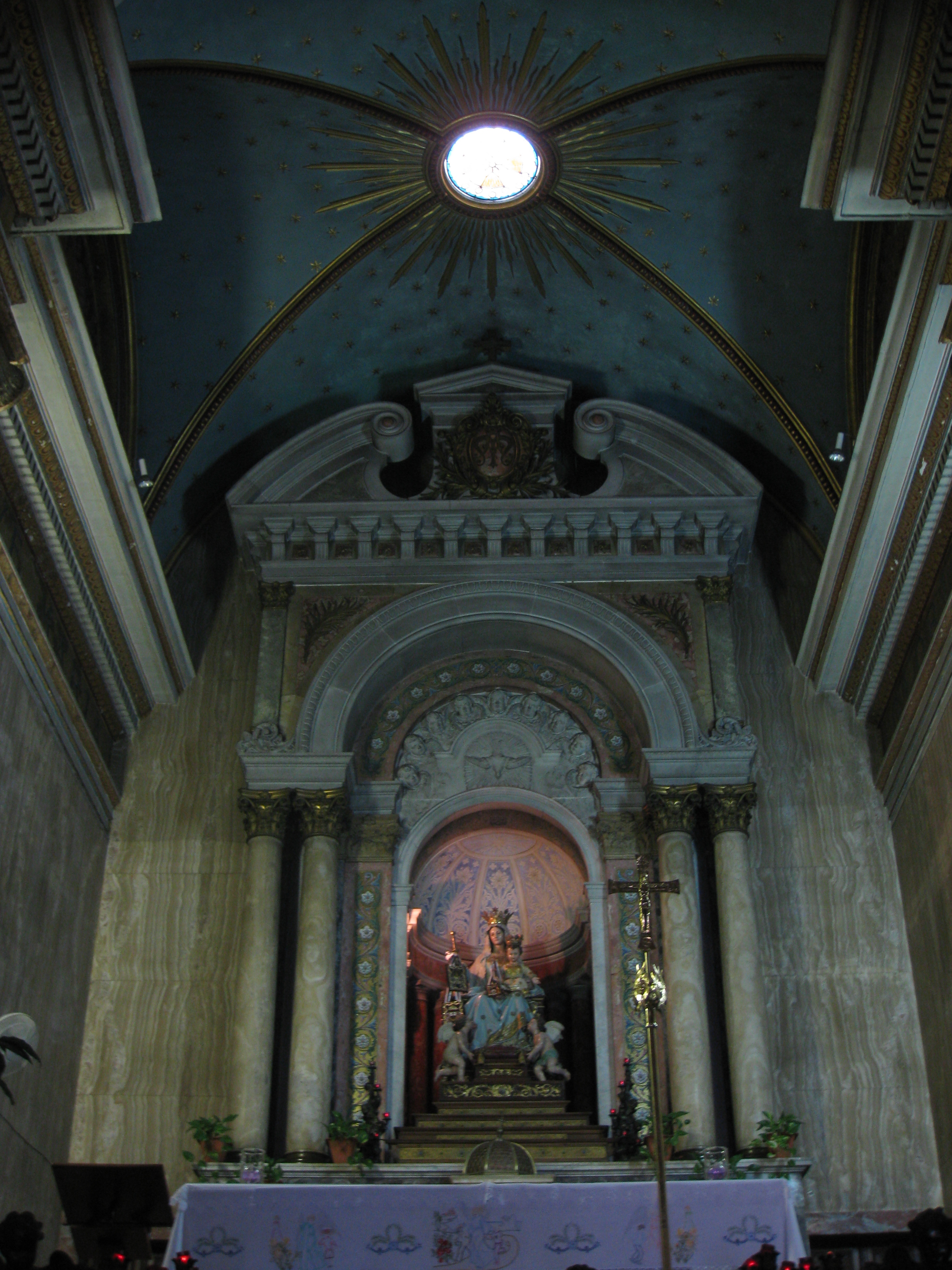
Interior da igreja com altar-mor
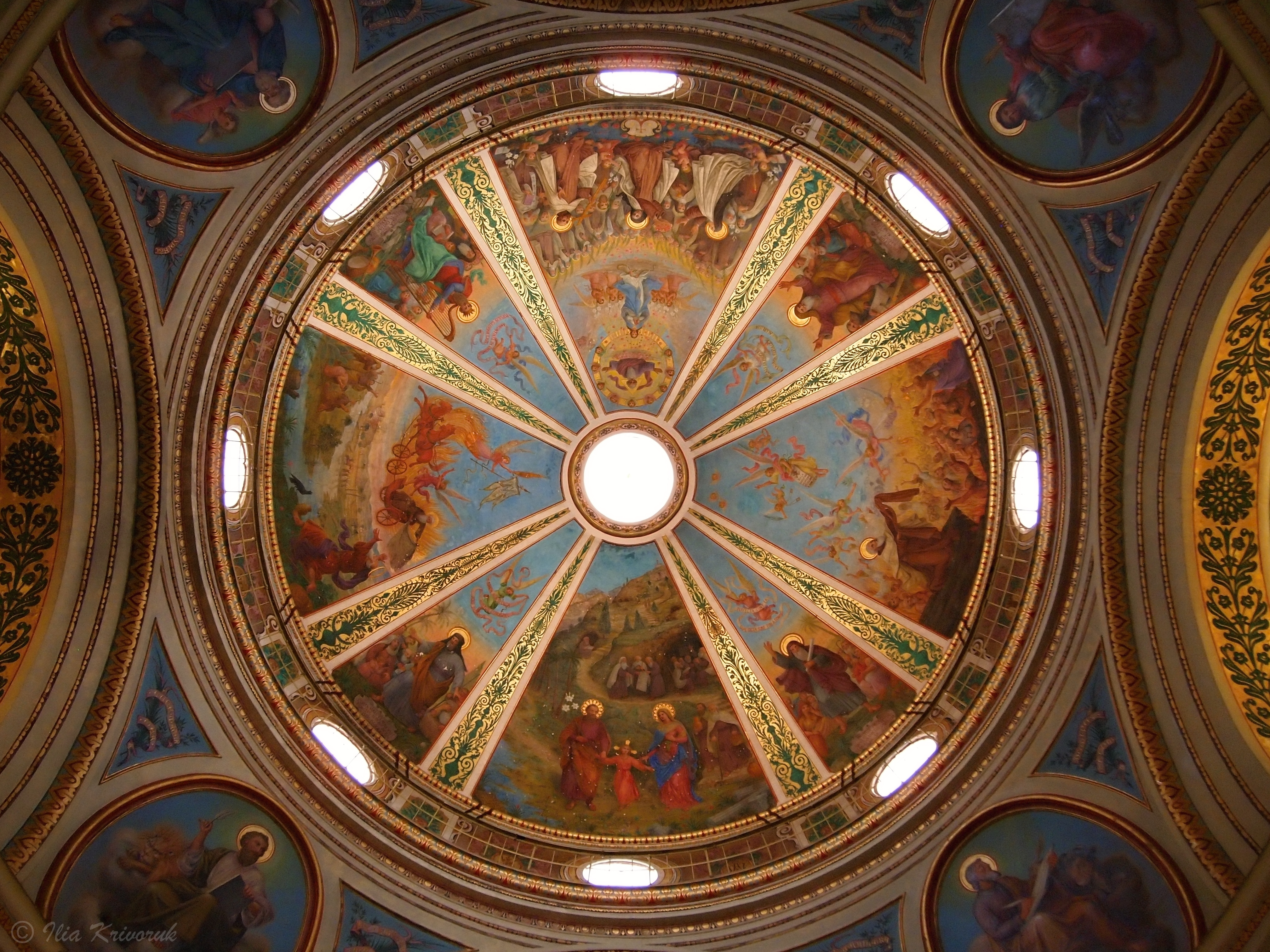
Cúpula da Igreja Stella Maris
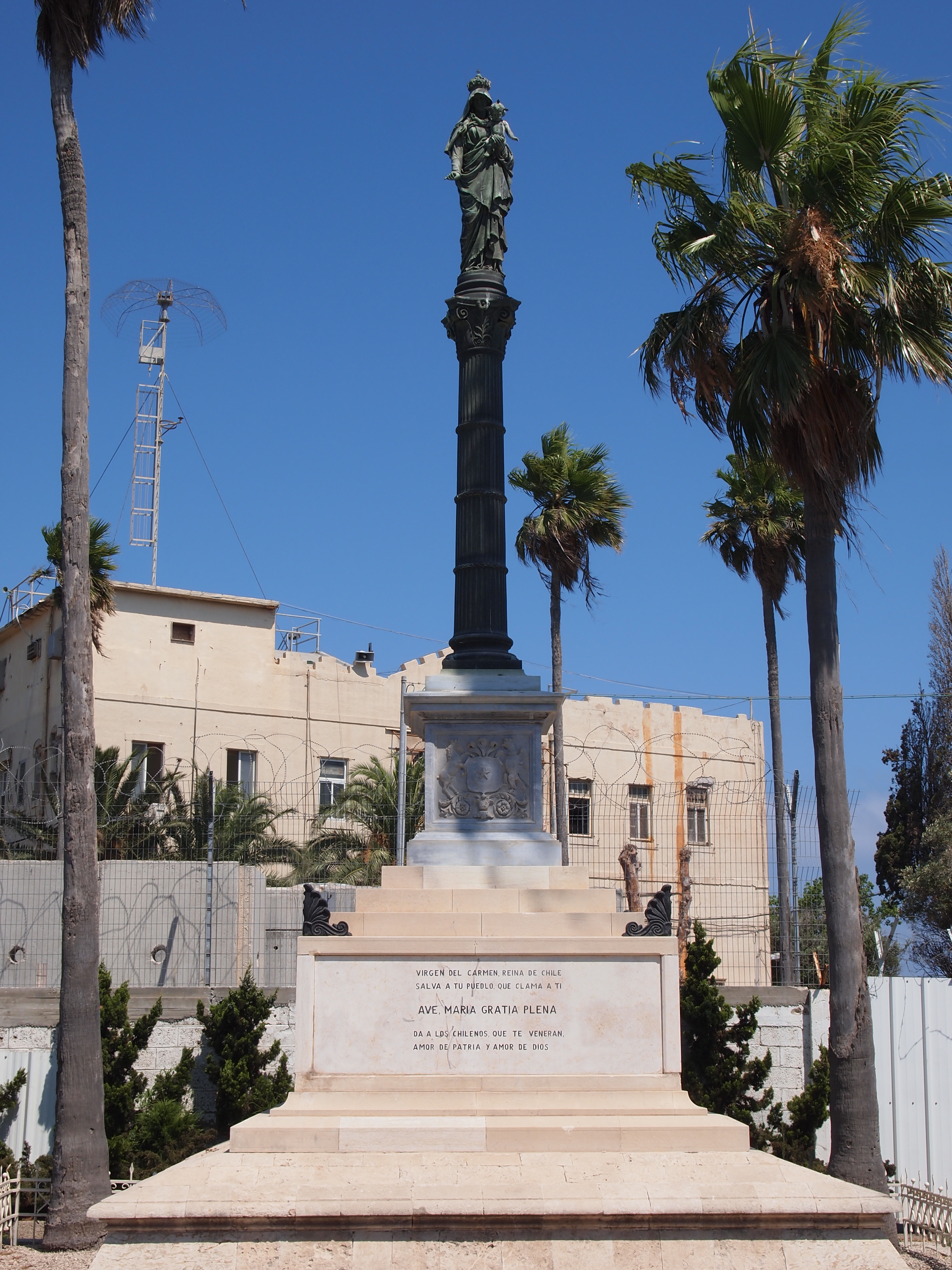
Monumento à Virgem Maria
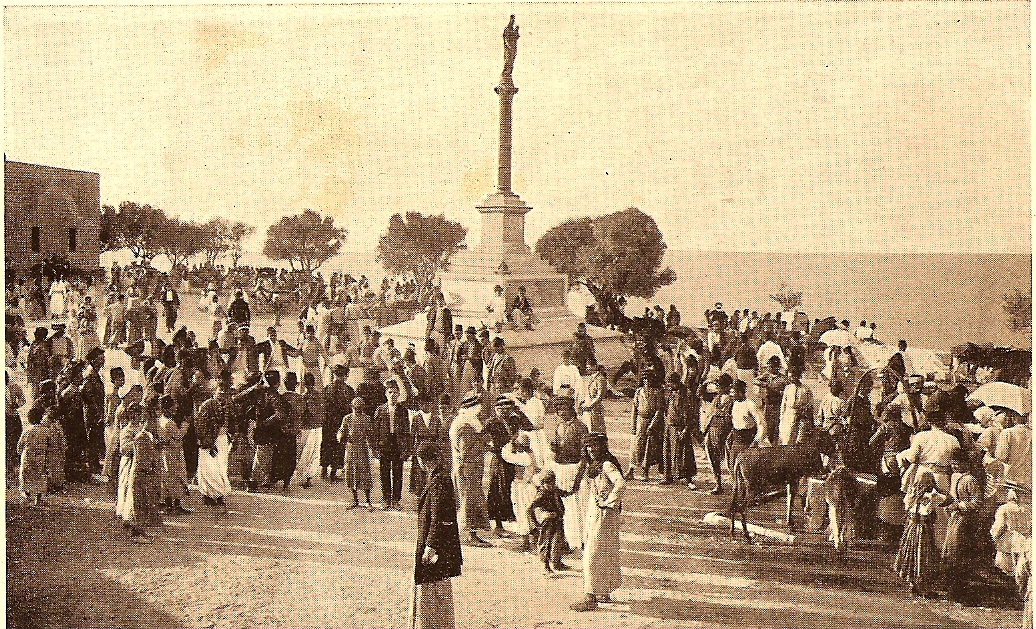
Uma celebração pré-1948 da Festa de Santo Elias, em 20 de julho, em torno da estátua de Madonna
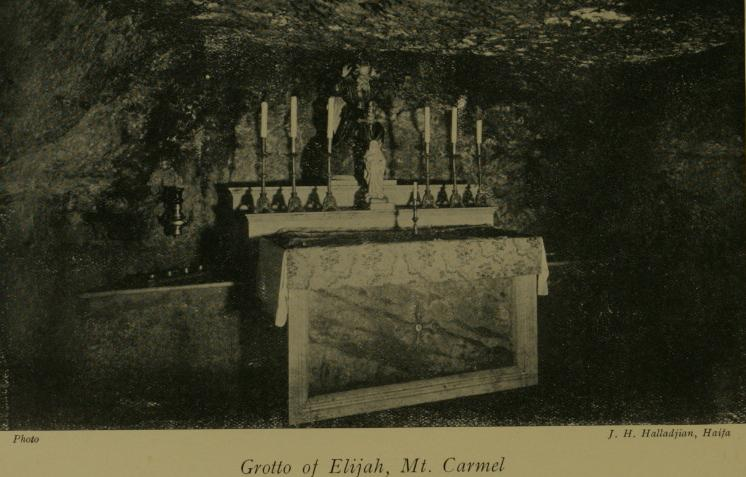
Postal de 1913 mostrando o altar dentro da gruta de Elias
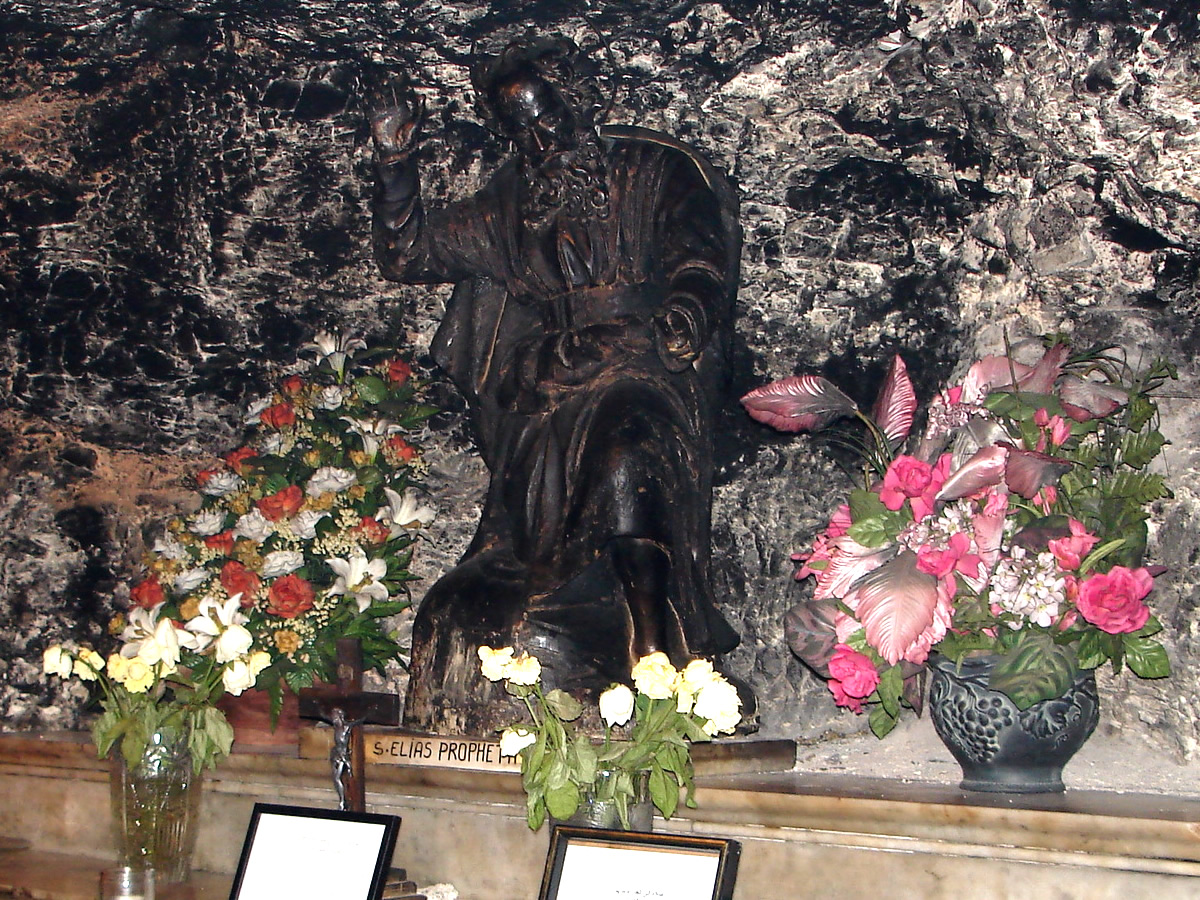
Estátua de Santo Elias / Profeta Elias no altar da caverna dentro da igreja
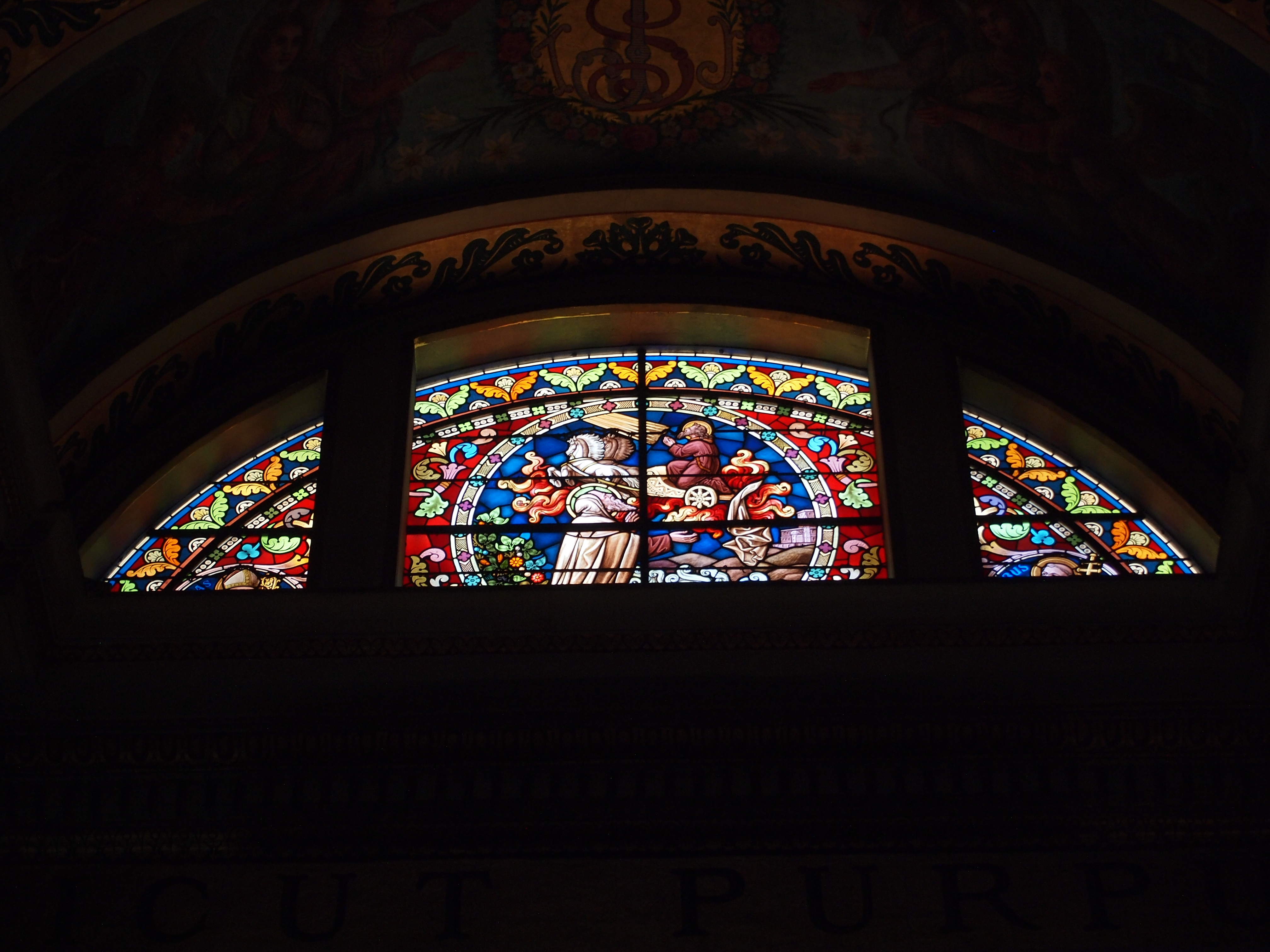
Vitral representando o profeta Elias
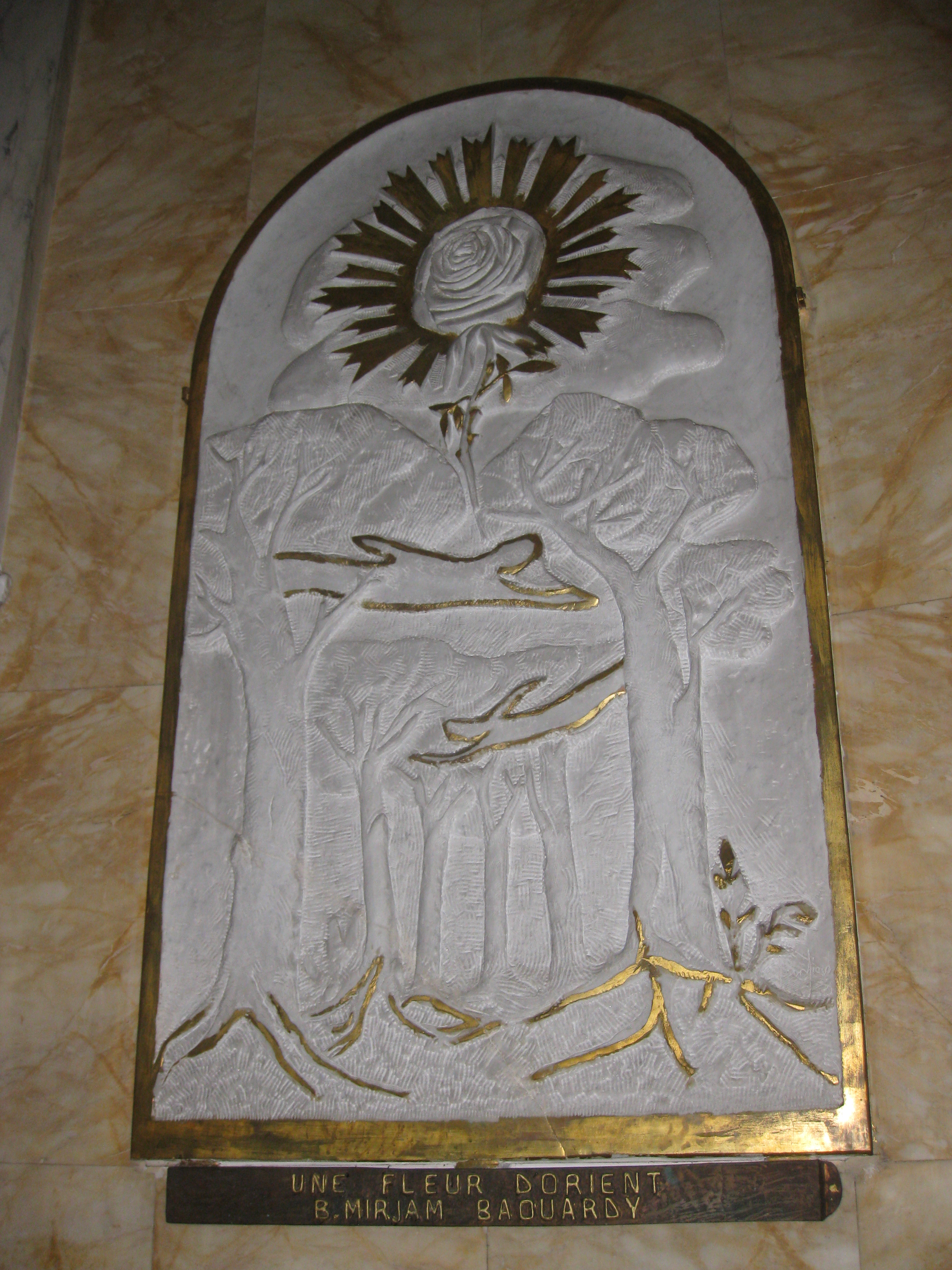
Painel dentro da igreja: Mariam Baouardy
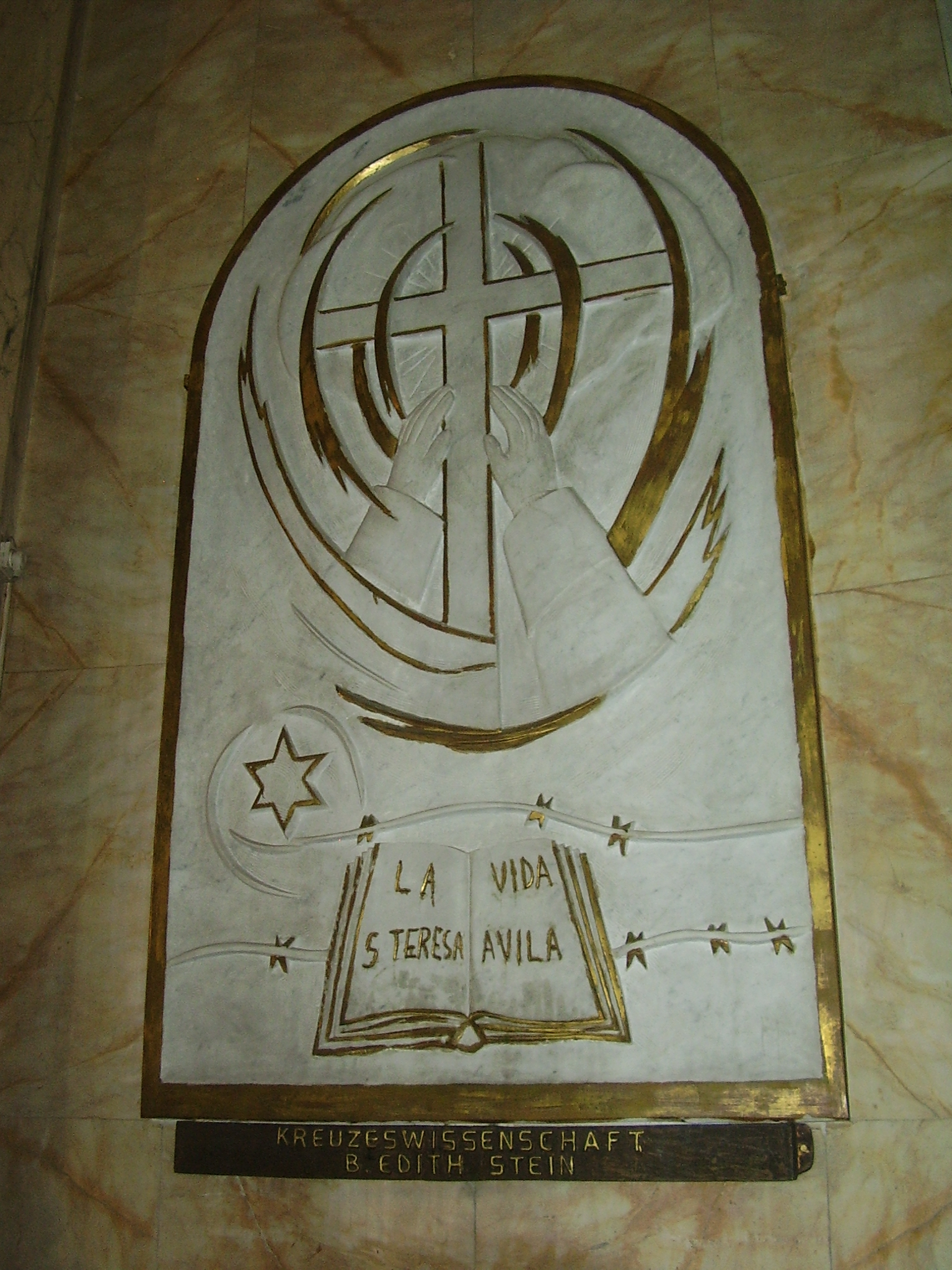
Painel dentro da igreja: Edith Stein, A Ciência da Cruz
Painel dentro da igreja: São João da Cruz, A Subida do Monte Carmelo
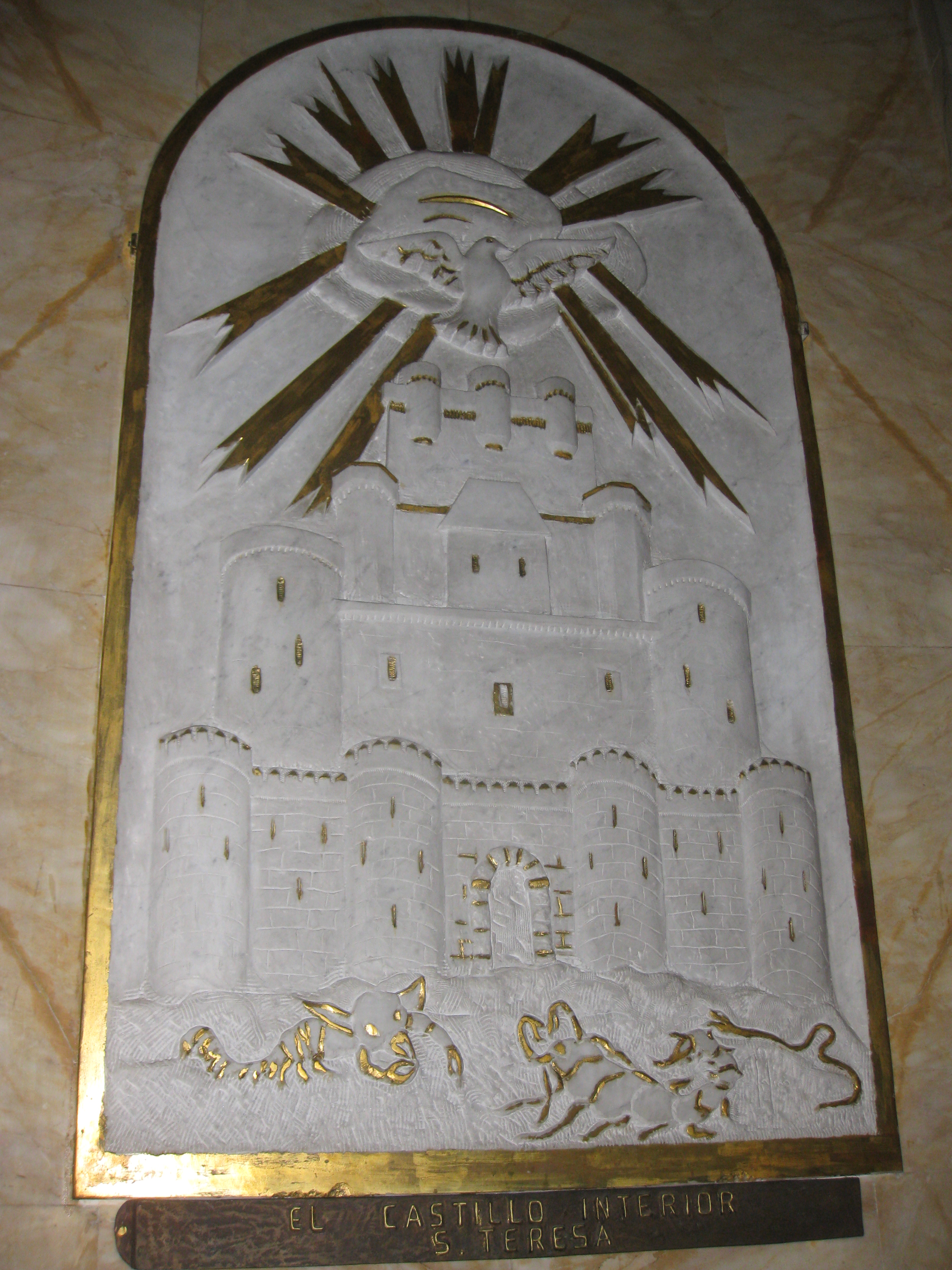
Painel no interior da igreja: Santa Teresa de Ávila, Castelo Interior
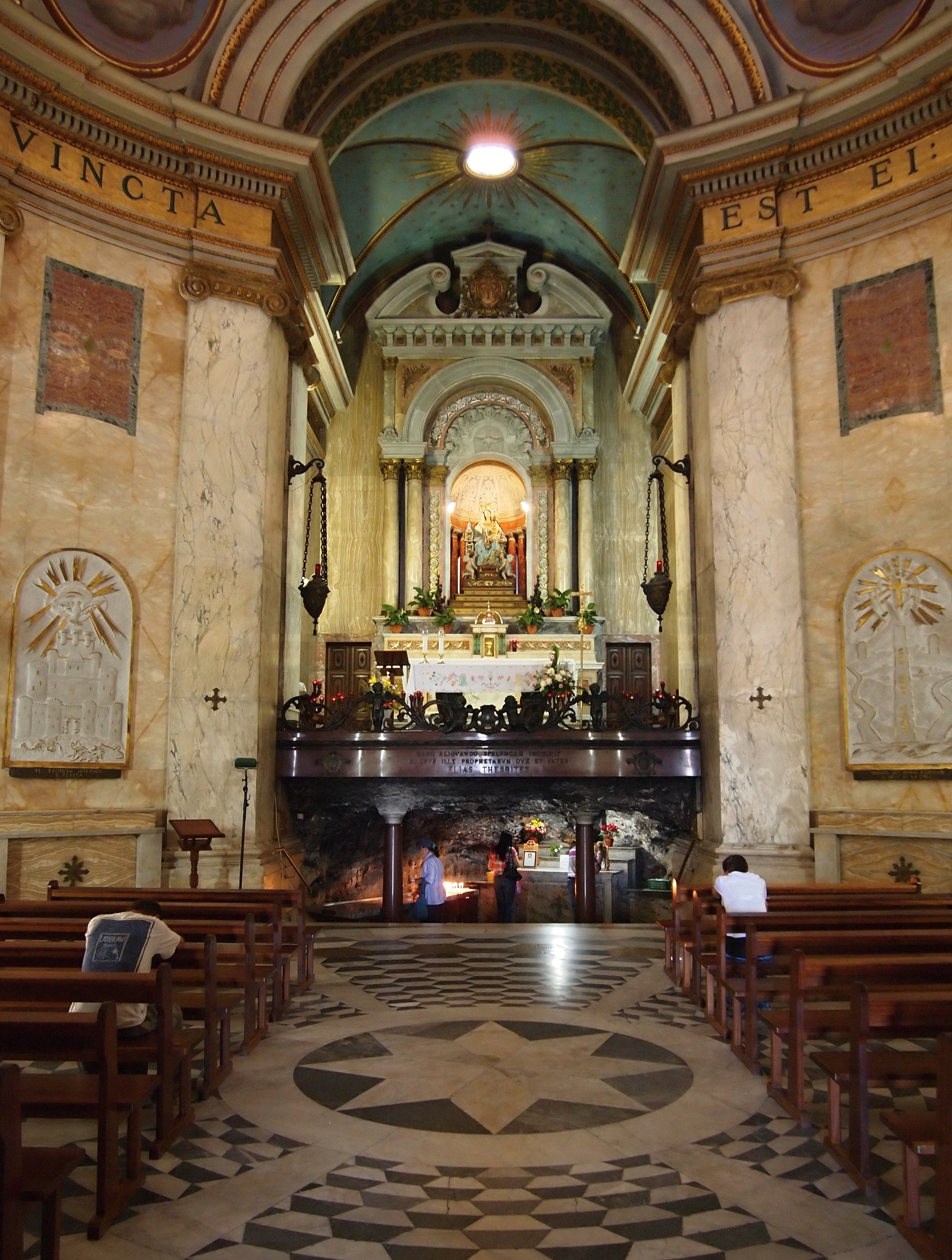
Interior da igreja com a caverna venerada visível sob o altar